# 塞藏 (康塔尔省)
塞藏（法語：Cézens）是法国康塔尔省的一个市镇，属于圣弗卢尔区（Saint-Flour）皮耶尔雷福尔县（Pierrefort）。该市镇总面积31.82平方公里，2009年时的人口为218人。

## 人口
塞藏人口变化图示
| 数据来源：INSEE |